# باتريك ميرفي
باتريك ميرفي (بالإنجليزية: Patrick Murphy)‏ (22 فبراير 1984 – ) هو سباح، من أستراليا، مثّل بلاده في الألعاب الأولمبية الصيفية 2008، وSwimming at the 2008 Summer Olympics – Men's 4 × 100 metre freestyle relay ‏، وSwimming at the 2008 Summer Olympics – Men's 4 × 200 metre freestyle relay ‏.

## وصلات خارجية
- باتريك ميرفي على موقع SwimRankings.net (الإنجليزية)
- باتريك ميرفي على موقع أوليمبيديا (الإنجليزية)